# Sabino Padilla
Sabino Padilla Magunazelaia (Ochandiano,Vizcaya, 1958) es un médico español, doctor en medicina deportiva.

## Biografía

### Trayectoria académica
Licenciado en Medicina por la Universidad de Valladolid en 1982, en los siguientes años profundizó en el conocimiento de la medicina deportiva en diversas universidades francesas, además de obtener en 1986 un sobresaliente por su tesina Exploración del metabolismo aeróbico y anaeróbico en el corredor a pie. En 1990 se doctoró cum laude con su tesis Aptitud bioenergética del corredor a pie en la Universidad del País Vasco, obteniendo asimismo el Premio Extraordinario de Doctorado.
Desde 1989 hasta 2001 trabajó como profesor de la UPV en materias relacionadas con la medicina deportiva, tanto en la Facultad de Medicina como en el Instituto Vasco de Educación Física (IVEF), actual Facultad de Ciencias de la Actividad Física y del Deporte.

### El doctor de Induráin y Martín Fiz
En la década de los noventa se produjo su salto a la fama por ser el médico deportivo de importantes deportistas españoles, como el ciclista Miguel Induráin (pentacampeón del Tour de Francia en 1991-1995) y el maratoniano Martín Fiz (Campeón de Europa en 1994 y campeón del Mundo en 1995).
Fue también responsable médico del Saski Baskonia en la temporada 1993/1994.

### Athletic Club

#### Llegada y éxitos
A finales de 1995 se incorporó al Athletic Club como jefe de sus servicios médicos tras ser contratado por el presidente José María Arrate, llegando poco después Luis Fernández como entrenador. 
En sus dos primeras temporadas completas se lograron importantes éxitos, como el quinto puesto en la temporada 1996/1997 (entrando en la Copa UEFA) y el subcampeonato en la temporada del Centenario, 1997/1998, entrando en la Liga de Campeones.

#### Positivo de Gurpegui
El 10 de diciembre de 2002 se conoció que el joven Carlos Gurpegui había dado positivo por 19-norandrosterona en un control antidopaje realizado en septiembre, confirmándose el positivo en el contraanálisis. Padilla justificó el positivo afirmando que el organismo del futbolista producía de manera endógena un exceso de dicha sustancia, negando que fuera dopaje.
El doctor presentó en apoyo a su tesis un estudio de la Universidad de Extremadura firmado por Marcos Maynar, implicado en diversos escándalos de dopaje.
Sin embargo, los recursos presentados no prosperaron y Gurpegui cumplió finalmente dos años de suspensión, sanción máxima en casos de dopaje.

#### Rescisión del contrato
Con la llegada de Fernando García Macua a la presidencia del Athletic en el verano de 2007, ambas partes acordaron la rescisión del contrato de Padilla, renunciando el doctor a cobrar el blindaje de 1'8 millones de euros establecido en su contrato.
Josean Lekue tomó el relevo de Padilla al frente de los servicios médicos del club rojiblanco; preguntado sobre el positivo de Gurpegui, Lekue prefirió no hacer ningún tipo de mención al respecto.

### Breve regreso al ciclismo
En 2008 fue el médico del equipo ciclista portugués Benfica, de categoría Continental (última categoría del profesionalismo).

### Actividad reciente
Trabajó en el USP Araba Sport Clinic, un centro de Vitoria (situado dentro de la Ciudad Deportiva del Saski Baskonia) especializado en medicina deportiva, junto a colegas como Iñigo Simón.
Desde finales de 2010 está en Canadá dedicado al estudio de la Biología.